# Megacoxa
Megacoxa (лат.) — ископаемый род перепончатокрылых из семейства Megalyridae. Бирманский янтарь, меловой период (Мьянма). Мелкие наездники, длина тела 3—5 мм. Сложный глаз овальный; скапус шире длины; тонкий затылочный киль слабо мелкозубчатый. Парапсидальная линия присутствует и расположена на заднелатеральной части мезоскутума. Жилкование переднего крыла: R1, M+Cu, Sc+R, A и Cu полностью пигментированы; A соединена с медиальной ячейкой с помощью cu-a; Rs закрывает маргинальную ячейку без изгиба. Метакокса значительно увеличена, дорсальная поверхность округлена до угловатой, наружная метакоксальная поверхность заднебоковая, внутренняя метакоксальная поверхность почти полностью помещается в переднелатеральной неглубокой вогнутости метасомы. Метатибии и метабазитарзус с вентральным рядом гребенчатых волосков; две мезотибиальных и две метатибиальных шпоры. Метасома немного короче мезосомы, тергиты и стерниты скошены. Название рода связано с увеличенным размером метакоксы (заднего тазика), которая является ключевым диагностическим признаком рода; кроме того, приставка Mega- указывает на название семейства Megalyridae.
- †Megacoxa chandrahrasa Brazidec et al., 2024
- †Megacoxa janzeni Brazidec et al., 2024
- †Megacoxa synchrotron Brazidec et al., 2024